# Mas Patrícia
El Mas Patrícia és una masia de Godall (Montsià) inclosa a l'Inventari del Patrimoni Arquitectònic de Catalunya.

## Descripció
És un edifici aïllat de planta quadrada amb estructures adossades i coberta a doble vessant i teula àrab. La planta baixa presenta porta central i el primer pis dues finestres. Al davant hi ha un rafal situat entre el primer pis i la planta baixa i damunt un rètol on es llegeix "Masia Patricia". A la part esquerra i tocant a un lligallo hi ha un dels annexes on abans hi havia una sala on s'elaborava el vi, de la que només resta la premsa de fusta. La masia està vorejada per un petit mur de maçoneria amb buit central flanquejat per una pedra cònica.

## Història
Els pares dels actuals propietaris hi van viure fins a la seva mort, i abans d'ells els avis. No hi ha referències anteriors (inicis del segle XIX).
Presenta l'evolució arquitectònica típica d'aquest tipus d'estructures: un cos central d'habitatge al que s'ha adossat un altre a la banda dreta com a corral semi-tancat on encara resten murs de pedra en sec, i un altre a l'esquerra per a guardar eines, per la collita i per l'elaboració. Un altre tret evolutiu és la presència del rafal. Aquesta evolució està relacionada amb el desenvolupament de les feines agrícoles i les seves necessitats.